# Spectroscopie à corrélation croisée de fluorescence

Présentation schématique du volume focal SCCF.

La spectroscopie de corrélation croisée de fluorescence (SCCF) a été introduite en 1994 par Eigen et Rigler et appliquée expérimentalement en 1997 par Petra Schwille. Il s'agit essentiellement d'une extension de la méthode de spectroscopie de corrélation de fluorescence (SCF) consistant à utiliser deux molécules de couleurs distinctes, au lieu d'une seule. En d'autres termes, les fluctuations d'intensité verte et rouge de molécules distinctes sont corrélées si les particules marquées vert et rouge se déplacent ensemble dans un volume confocal prédéfini. En conséquence, la SCCF permet de mesurer avec une haute sensibilité les interactions moléculaires indépendamment du taux de diffusion. Il s'agit d'un progrès important, dû au fait que le taux de diffusion ne dépend que faiblement de la taille du complexe moléculaire.

Simulations SCCF montrant des particules n'interagissent pas (à gauche) et un mélange de particules interactives et indépendantes (à droite).

La SCCF utilise deux espèces qui sont marquées indépendamment avec deux sondes fluorescentes de couleurs différentes. Ces sondes fluorescentes sont excitées et détectées par deux sources de lumière laser et détecteurs différents, généralement étiquetés « verts » et « rouges ». Généralement, un microscope confocal est utilisé pour fournir des volumes focaux vert et rouge qui se chevauchent pour l'excitation.
{\displaystyle \ G_{GR}(\tau )=1+{\frac {\langle \delta I_{V}(t)\delta I_{R}(t+\tau )\rangle }{\langle I_{V}(t)\rangle \langle I_{R}(t)\rangle }}={\frac {\langle I_{V}(t)I_{R}(t+\tau )\rangle }{\langle I_{V}(t)\rangle \langle I_{R}(t)\rangle }}}
où les signaux fluorescents différentiels{\displaystyle \ \delta I_{V}} à un temps donné {\displaystyle \ t} et {\displaystyle \ \delta I_{R}} à un temps décalé de {\displaystyle \ \tau } sont corrélés.  
En l'absence de recouvrement spectral, la fonction de corrélation croisée est nulle pour les particules qui n'interagissent pas. Contrairement au SCF, la fonction de corrélation croisée augmente avec l'augmentation du nombre de particules en interaction.
La SCCF est principalement utilisé pour la mesure des interactions biomoléculaires que ce soit dans les cellules vivantes ou in vitro,. Elle peut être utilisée pour mesurer des stœchiométries moléculaires simples et des constantes de liaison. Il s'agit de l'une des rares techniques qui peuvent fournir des informations sur les interactions entre protéines à un moment et à un endroit précis dans une cellule vivante. Contrairement au transfert d'énergie entre molécules fluorescentes, elle n'a pas de limite de distance pour les interactions. En conséquence, elle peut être utilisée pour sonder de grands complexes. Néanmoins, cela nécessite que les complexes diffusent activement à travers le foyer du microscope sur une échelle de temps relativement courte (généralement quelques secondes).

## Modélisation
Les courbes de corrélation croisée sont modélisées par une fonction mathématique légèrement plus compliquée que celle appliquée dans le cadre de la SCF. Tout d'abord, le volume d'observation superposé effectif dans lequel les canaux V et R forment un seul volume d'observation, {\displaystyle \ V_{eff,VR}} dans la solution :
{\displaystyle \ V_{eff,VR}=\pi ^{3/2}(\omega _{xy,V}^{2}+\omega _{xy,R}^{2})(\omega _{z,V}^{2}+\omega _{z,R}^{2})^{1/2}/2^{3/2}}
où {\displaystyle \ \omega _{xy,V}^{2}} and{\displaystyle \ \omega _{xy,R}^{2}} sont les paramètres radiaux et {\displaystyle \ \omega _{z,V}} and{\displaystyle \ \omega _{z,R}} les paramètres axiaux, respectivement pour les canaux V et R.
Le temps de diffusion, {\displaystyle \ \tau _{D,VR}} pour une espèce doublement fluorescente (V et R) est donc décrite comme suit :
{\displaystyle \ \tau _{D,VR}={\frac {\omega _{xy,G}^{2}+\omega _{xy,R}^{2}}{8D_{VR}}}}
où {\displaystyle \ D_{VR}} est le coefficient de diffusion des particules doublement fluorescentes.
La courbe de corrélation croisée générée par la diffusion de particules fluorescentes doublement marquées peut être modélisée dans des canaux séparés comme suit :
{\displaystyle \ G_{V}(\tau )=1+{\frac {(<C_{V}>Diff_{k}(\tau )+<C_{VR}>Diff_{k}(\tau ))}{V_{eff,VR}(<C_{G}>+<C_{VR}>)^{2}}}}
{\displaystyle \ G_{R}(\tau )=1+{\frac {(<C_{R}>Diff_{k}(\tau )+<C_{VR}>Diff_{k}(\tau ))}{V_{eff,VR}(<C_{R}>+<C_{VR}>)^{2}}}}
Dans le cas idéal, la fonction de corrélation croisée est proportionnelle à la concentration du complexe fluorescent doublement marqué :
{\displaystyle \ G_{VR}(\tau )=1+{\frac {<C_{VR}>Diff_{VR}(\tau )}{V_{eff}(<C_{G}>+<C_{VR}>)(<C_{R}>+<C_{VR}>)}}}
avec {\displaystyle \ Diff_{k}(\tau )={\frac {1}{(1+{\frac {\tau }{\tau _{D,i}}})(1+a^{-2}({\frac {\tau }{\tau _{D,i}}})^{1/2}}}}
L'amplitude de la corrélation croisée est directement proportionnelle à la concentration d'espèces à double marquage (« rouge » et « vert »).